# Monti Climiti
I Monti Climiti sono una catena collinare della Sicilia orientale posta a nordovest di Siracusa e compresa nei territori comunali di Melilli, Priolo Gargallo e Sortino. L'altezza massima dell'altopiano è di 410 m s.l.m. e rappresentano l'ultimo lembo degli Iblei che da qui digradano verso la piana di Siracusa affacciandosi ad est sul mar Ionio e ad ovest sulla valle dell'Anapo. I Climiti rientrano tra i Siti di interesse comunitario della Sicilia.

## Origini
Il nome "Clìmiti" deriva dal greco κλίμαξ (klímax) che vuol dire «scala», poiché i fianchi dell'altopiano sono costituiti da gradoni di roccia affiorante, solcati radialmente da cave naturali che tagliano la roccia dalla base fino all'altopiano sommitale.

Tale complesso montuoso è costituito, come del resto tutti i rilievi iblei, da rocce calcaree bianche conchiglifere, precisamente da roccia carbonatica originata da sedimi marini depositatisi nel Miocene, nella parte sommitale; alla base della placca calcarea, limitata - ad est e ad ovest - da profonde faglie che ne hanno determinato il sollevamento, vi sono sedimenti di varie epoche, dal Cretaceo al Quaternario; in particolare, ai piedi della scarpata orientale, sono presenti vulcaniti del Cretaceo, calcari miocenici e vulcanoclastici (tufo). Infine, al limite del bordo meridionale, c'è un cratere vulcanico spento, morfologicamente evidenziato da una conca circolare di roccia piroclastica.

## Paesaggio

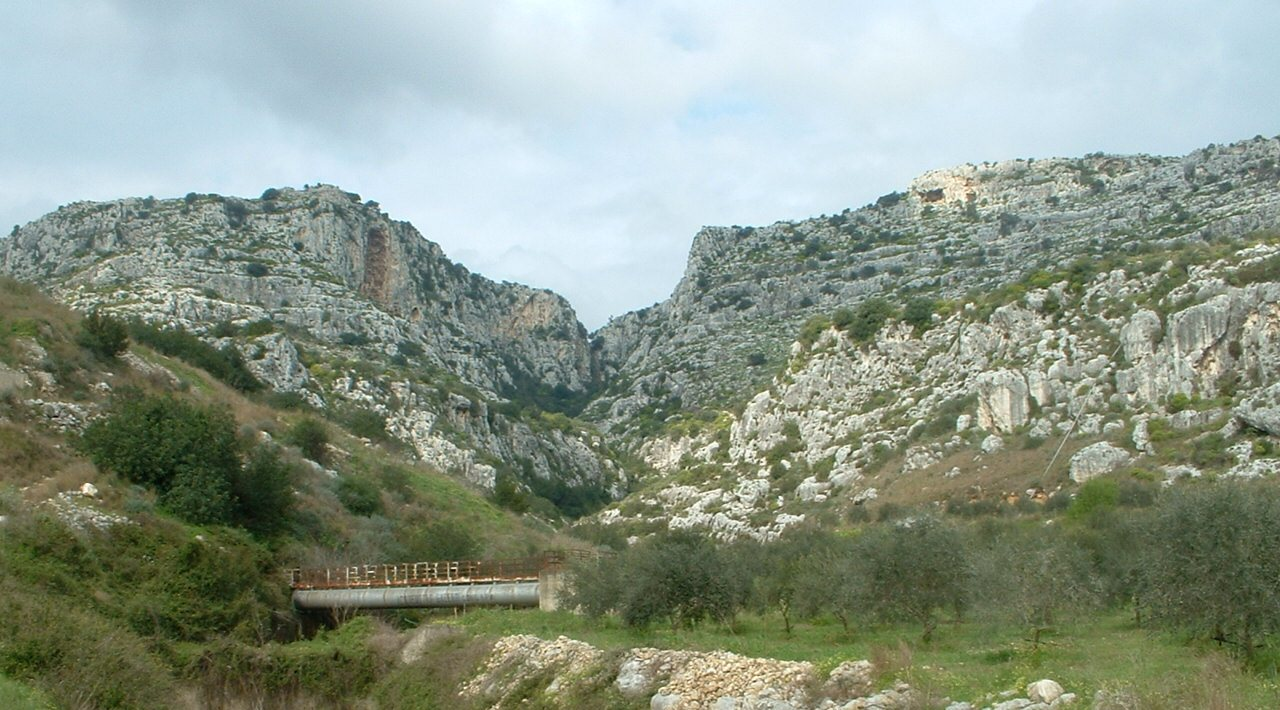
Una caratteristica cava lungo il versante sudorientale dei Climiti, nei pressi della strada provinciale n. 25 Floridia - Priolo.

La caratteristica principale della morfologia dei Climiti, oltre alle cave, è la presenza di numerose grotte, specialmente sulle pendici occidentali, che sono risultate importantissime per la paleontologia, poiché al loro interno sono stati rinvenuti un gran numero di fossili (invertebrati marini lamellibranchi e gasteropodi ed echinodermi di varie specie) e di resti ossei della fauna siciliana esistente ai tempi delle glaciazioni (elefanti nani, ghiri giganti, rettili terrestri e marini).

Altrettanto caratteristiche sono le numerose necropoli preistoriche castellucciane risalenti alla tarda età del bronzo e del ferro, così come le scalinate scavate nella roccia, risalenti al periodo greco bizantino ed il coevo insediamento militare di Castelluccio, sito nell'omonima contrada, in territorio di Priolo Gargallo, della cui cinta muraria possono ammirarsi ancor oggi i resti.

Lungo i versanti orientale e meridionale sono presenti, poi, numerose cave artificiali che stanno causando in breve tempo l'erosione del fianco della montagna e i due invasi della centrale idroelettrica dell'Anapo.

## Flora e fauna

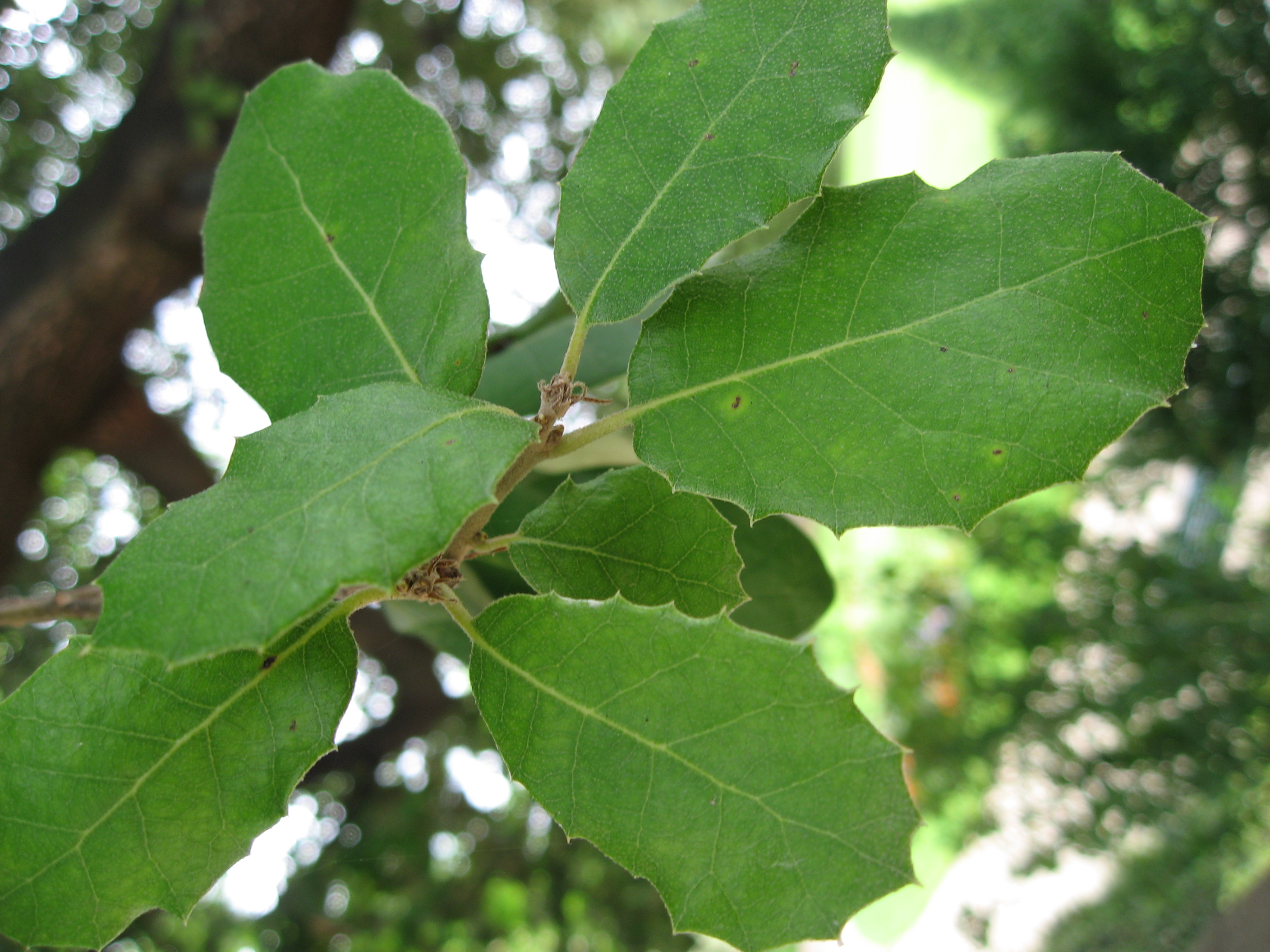
Foglia di leccio, varietà vegetale abbastanza diffusa all'interno delle cave dei Monti Climiti

Molte e diversificate sono le varietà animali e vegetali che si riscontrano sui Climiti, grazie all'azione del mare che umidifica la zona e rende possibile la sopravvivenza di ampie zone di bosco.

Per quanto concerne la flora, i dirupi sono ricoperti da arbusti sempreverdi; i pianori vedono la presenza di ulivi, mandorli, carrubi, rari campi di frumento e foraggere; sui pendii scoscesi dell'interno, si trovano pascoli, pinete di rimboschimento e cespugli di timo; nelle cave, invece, esistono boschi di leccio (quercus ilex), presente sia come albero, sia come arbusto cespuglioso e di doronico orientale, insieme a sporadici esemplari di carpino nero ed ortica rupestre, pianta tipica del versante nordorientale degli Iblei.

La fauna locale è costituita perlopiù da insetti, tra cui il cervo volante (lucanus tetraodon), ma non mancano i rapaci come il falco pellegrino (falco peregrinus) ed il lanario (falco biarmicus), un falco molto raro in Italia e la coturnice siciliana (alectoris graeca whitakeri).

## Scale dei Monti Climiti
Sui versanti sud ed est sono presenti tre o quattro scale antiche che conducevano sul pianoro, la più famosa ha un andamento a zig zag e parzialmente scavata nella roccia. Si suppone che essa sia di epoca greca.

## Curiosità
Nel 2010, i consigli comunali di Solarino e Floridia hanno adottato un riferimento ai Monti Climiti nella denominazione dell'unione di comuni sorta tra i due enti.

## Galleria d'immagini

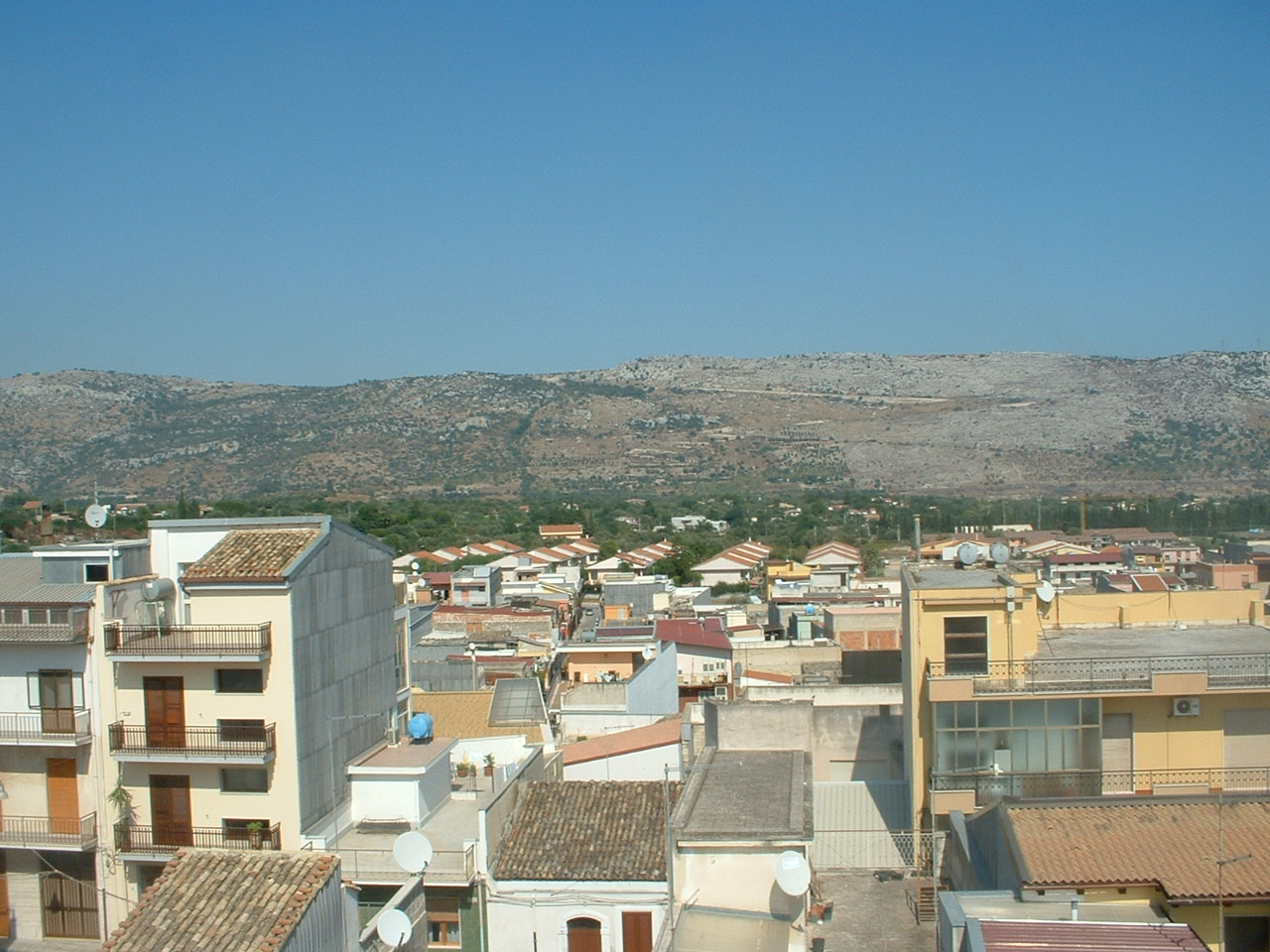
I monti Climiti visti da Solarino.
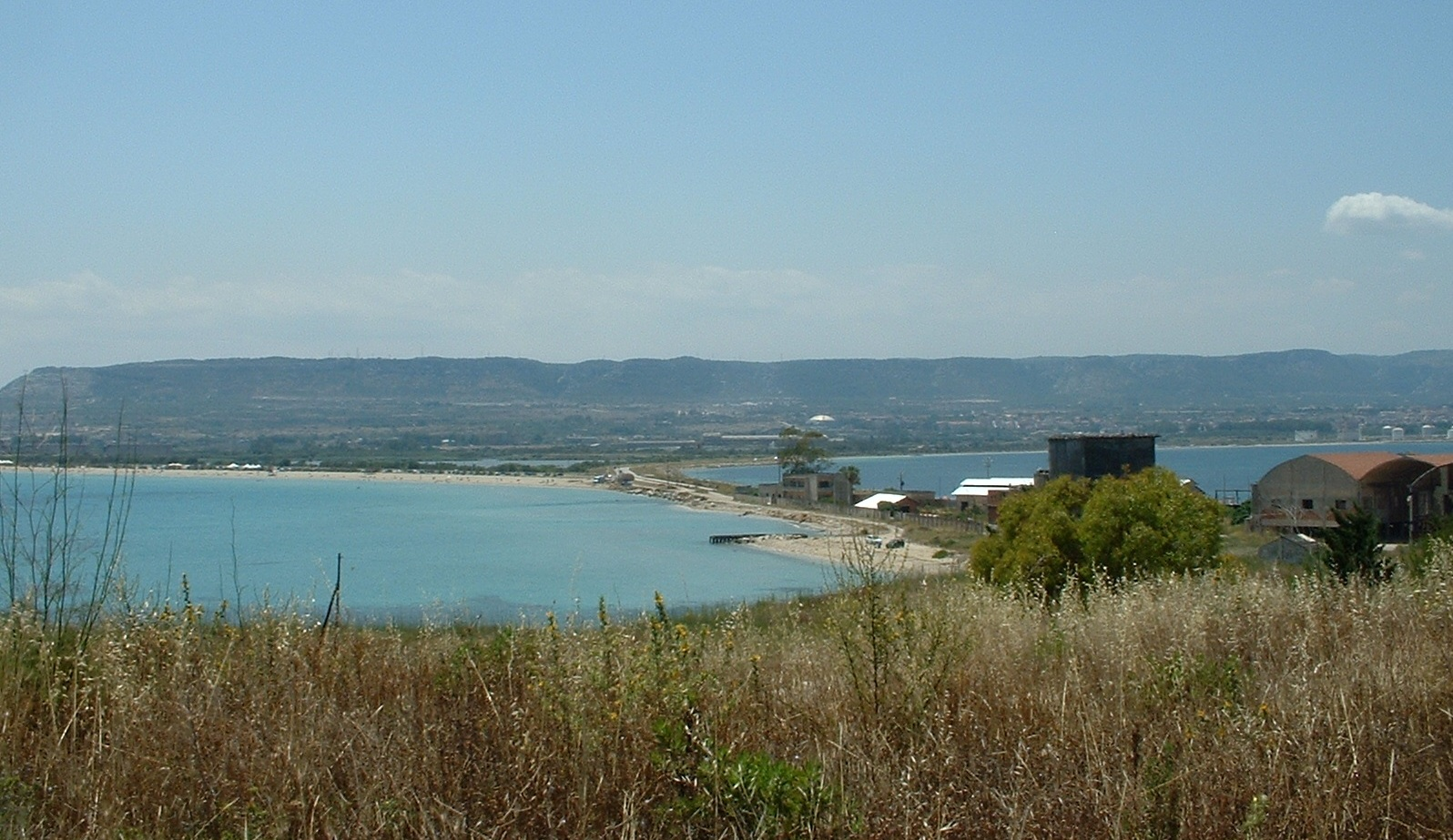
I Climiti visti dalla penisola di Magnisi.
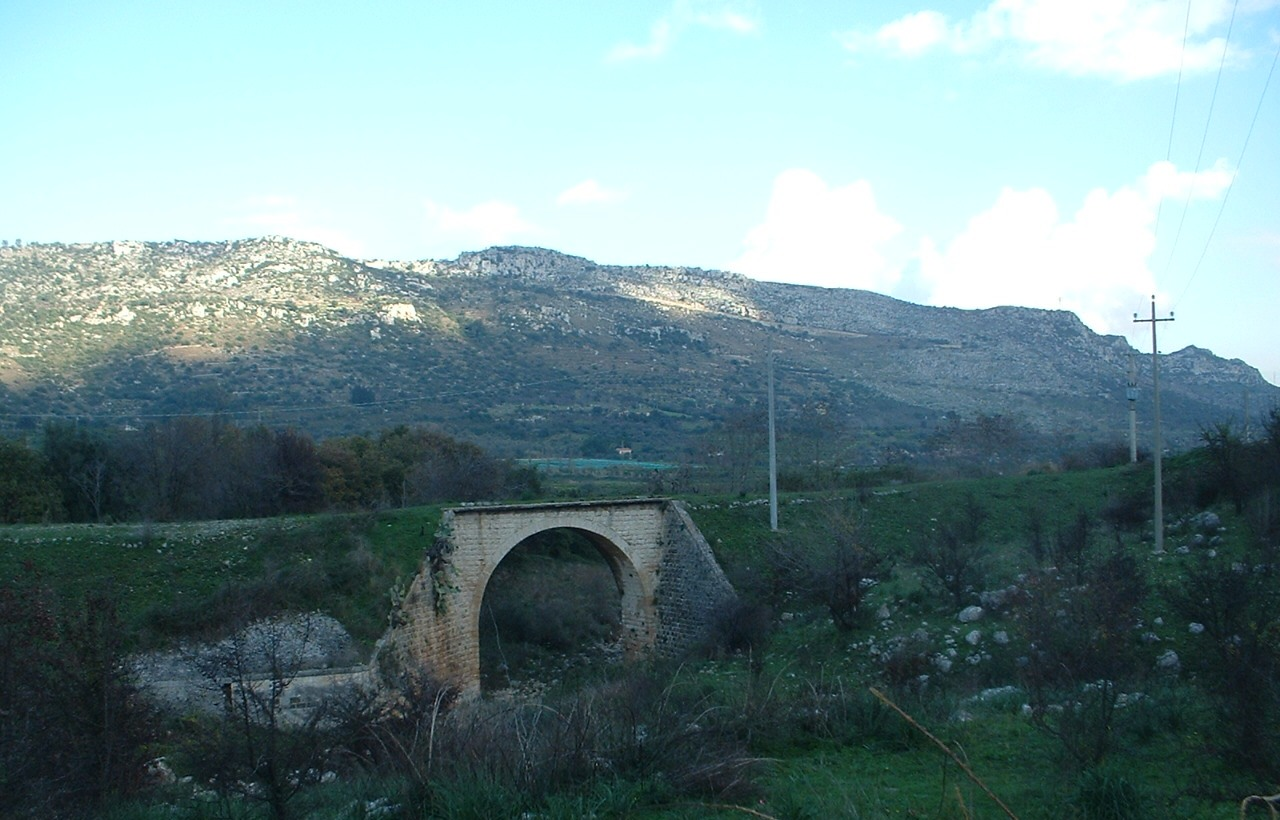
I Climiti visti da Cava del Rivettazzo
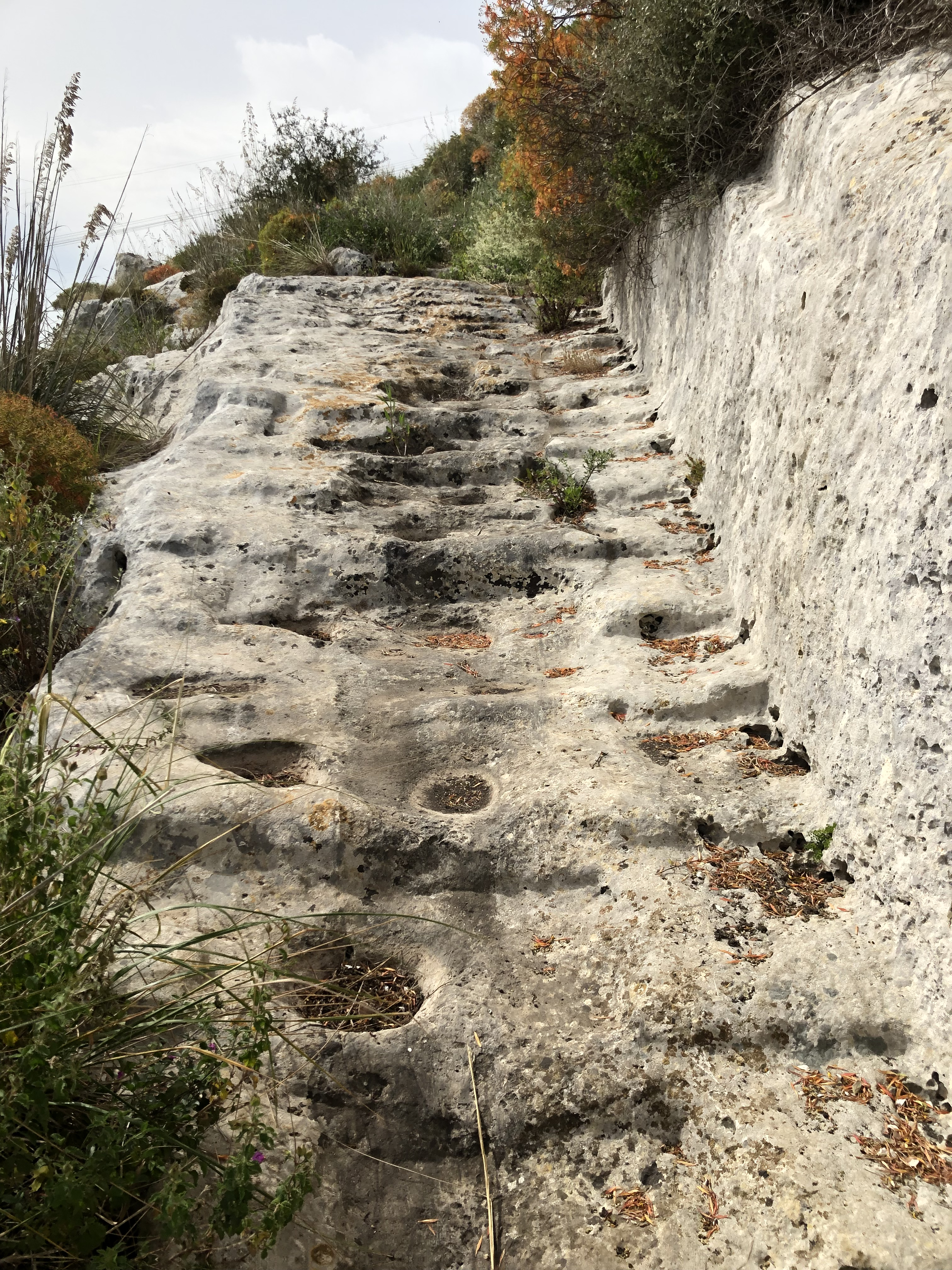
Scala est dei monti Climiti
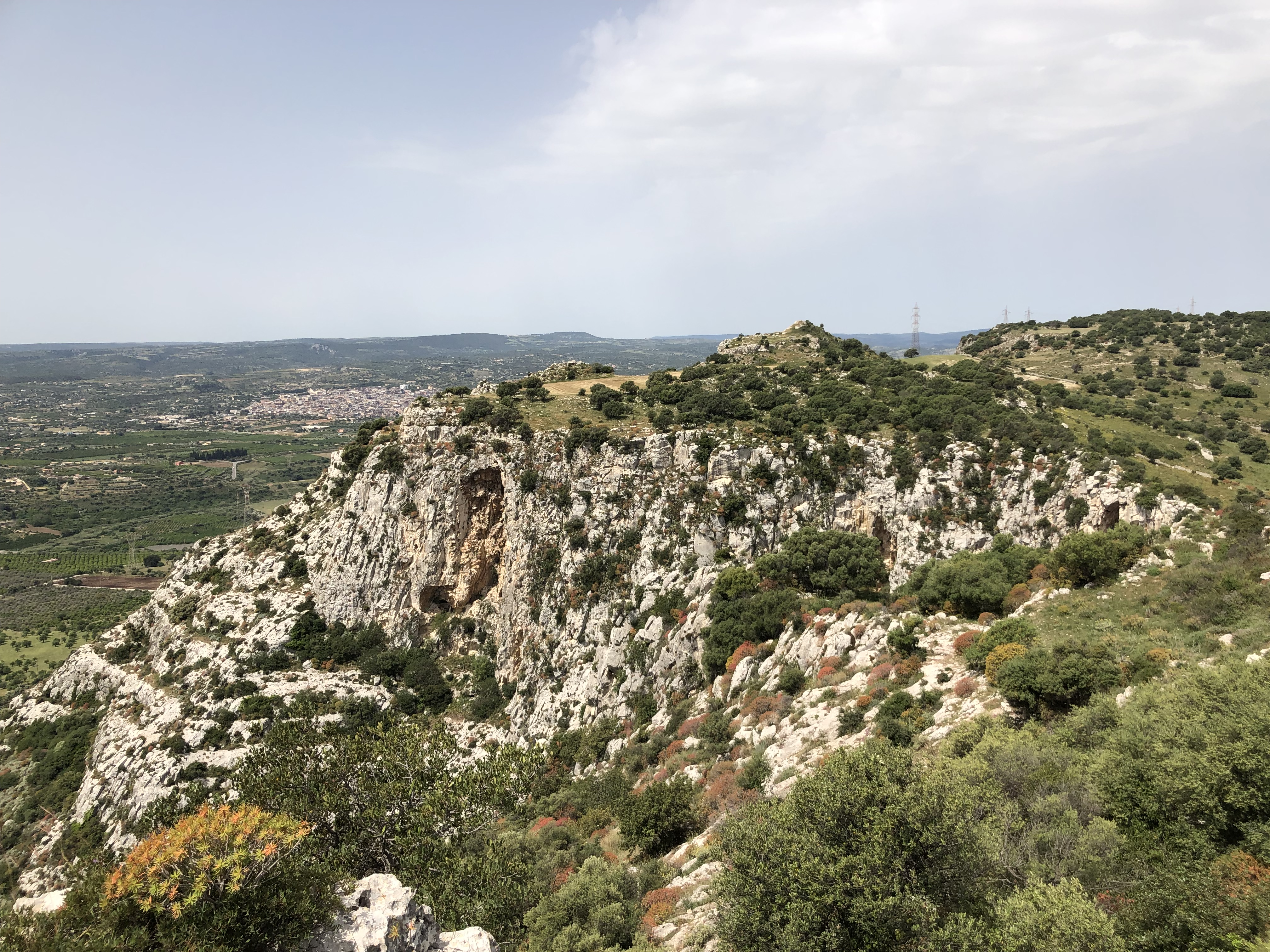
Castellaccio dei Monti Climiti